# Zhang Xiaodong
Zhang Xiaodong (4 de janeiro de 1964) é uma velejadora chinesa.

## Carreira
Zhang Xiaodong representou seu país nos Jogos Olímpicos de 1992 , na qual conquistou a medalha de prata na classe lechner. 